# Plateau océanique

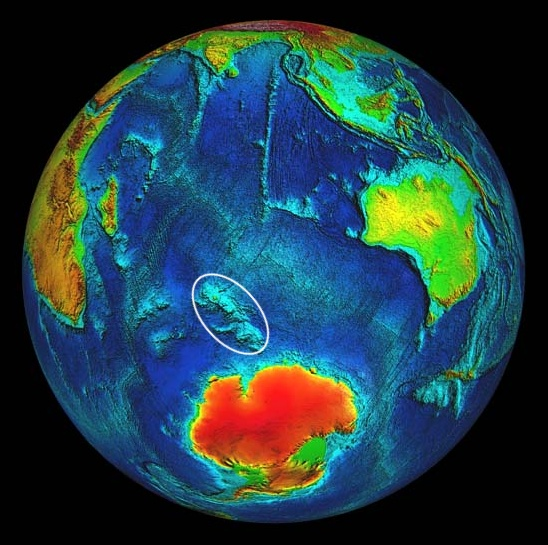
Le plateau des Kerguelen, haut en moyenne de 3000 m, repose à une profondeur d'environ 4000 m en dessous du niveau de la mer et s'étend sur plus de 2200 km dans la direction Nord-Ouest/Sud-Est.

Un plateau océanique, appelé aussi plateau sous-marin, est une vaste région (superficie supérieure à 200 000 km2) de croûte océanique anormalement épaisse (supérieure à 38 km), haute en moyenne de 2 000 à 3 000 m au-dessus du plancher océanique. Ces plateaux basaltiques représentent l'expression purement océanique des Grandes Provinces magmatiques. L'expression continentale correspond aux trapps.
Si l’existence des trapps présents sur les continents est reconnue depuis longtemps (Arthur Holmes, 1918), le terme de plateau océanique n'est proposé qu'en 1974 par Kroenke à l'occasion de la découverte lors d'une campagne de prospection sismique d'une croûte océanique de plus 30 km d'épaisseur, le plateau d'Ontong Java (en) au sud-ouest de l'océan Pacifique.

## Rôle dans la croute terrestre
Les géologues pensent que les plateaux océaniques ignés pourraient bien représenter une étape dans le développement de la croûte continentale car ils sont généralement moins denses que la croûte océanique, tout en restant plus denses que la croûte continentale normale.
Les différences de densité dans le matériau de la croûte proviennent en grande partie de différents rapports d'éléments divers, en particulier de silicium. La croûte continentale contient la plus grande quantité de silicium (cette roche est appelée felsique). La croûte océanique contient moins de silicium (roche mafique). Les plateaux océaniques ignés ont un rapport intermédiaire entre la croûte continentale et la croûte océanique, bien qu’ils soient plus mafiques que felsiques

## Liste de plateaux océaniques
| Océan                 | Superficie (km2) | Superficie en pourcentage | Nombre de plateaux | Superficie moyenne des plateaux (km2) |
| --------------------- | ---------------- | ------------------------- | ------------------ | ------------------------------------- |
| Océan Arctique        | 1 193 740        | 9,19                      | 12                 | 99 478                                |
| Océan Indien          | 5 036 870        | 7,06                      | 37                 | 136 132                               |
| Océan Atlantique Nord | 1 628 360        | 3,64                      | 36                 | 45 232                                |
| Océan Pacifique Nord  | 1 856 790        | 2,26                      | 33                 | 56 266                                |
| Océan Atlantique Sud  | 1 220 230        | 3,02                      | 9                  | 135 581                               |
| Océan Pacifique Sud   | 7 054 800        | 8,09                      | 50                 | 141 016                               |
| Océan Antarctique     | 495 830          | 2,44                      | 12                 | 41 319                                |
| Total                 | 18 486 620       | 5,11                      | 189                | 100 470                               |

Plateaux océaniques continentales
- Plateau Campbell (Pacifique Sud)
- Plateau Challenger (Pacifique Sud)
- Plateau d'Exmouth (en) (Indien)
- Plateau Falkland (Atlantique Sud)
- Plateau des Malouines (en) (Atlantique Sud)
- Lord Howe Rise (Pacifique Sud)
- Fossé de Rockall (Atlantique Nord)

Plateaux océaniques ignés
- Plateau des Agulhas (en) (sud-ouest de l'Inde)
- Plateau des Açores (en) (Atlantique Nord)
- Plateau cassé (en) (Indien)
- Grande province gnée caribéenne (Caraïbes)
- Plateau d'Exmouth (en) (indien)
- Plateau de Hikurangi (en) (Pacifique sud-ouest)
- Plateau d'Islande (en) (Atlantique Nord)
- Plateau de Kerguelen (Indien)
- Magellan Rise (en) (Pacifique)
- Plateau de Manihiki (en) (Pacifique sud-ouest)
- Plateau des Mascareignes (Indien)
- Plateau Naturaliste (en) (Indien)
- Plateau d'Ontong Java (en) (Pacifique sud-ouest)
- Plateau Chatski (Pacifique Nord)
- Plateau de Vøring (Atlantique Nord)
- Wrangellia (Pacifique Nord-Est)
- Plateau de Yermak (Arctique)